# پوکاپ سیقین
پوکاپ سیقین (به اسپانیایی: Pukap Siqin) یک کوه در پرو است که در Peru, Lima Region واقع شده‌است. پوکاپ سیقین ۴٬۶۰۰ متر بالاتر از سطح دریا واقع شده‌است.